# NGC 245
NGC 245 é uma galáxia espiral (Sb) localizada na direcção da constelação de Cetus. Possui uma declinação de -01° 43' 24" e uma ascensão recta de 0 horas, 46 minutos e 05,5 segundos.
A galáxia NGC 245 foi descoberta em 1 de Outubro de 1785 por William Herschel.